# Betafit

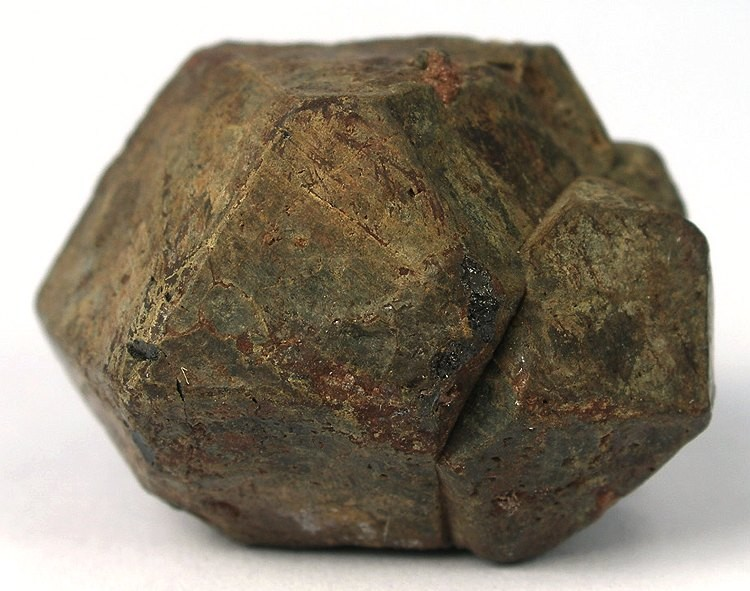
Betafit - brązowe kryształy z Mine Crater Silver w Kanadzie

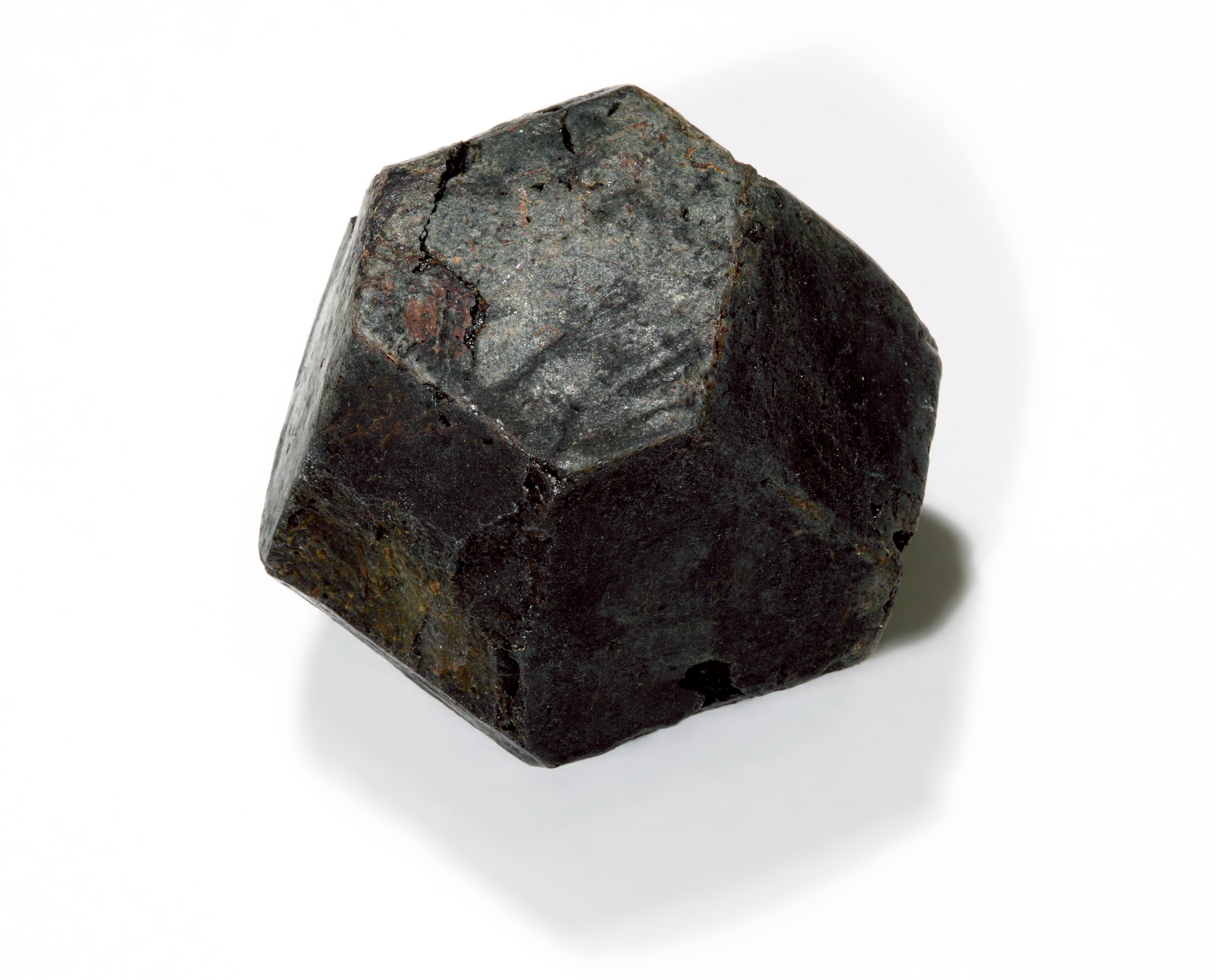
Betafit - brązowoczarny kryształ z Bancroft w Kanadzie

Betafit – promieniotwórczy minerał metamiktyczny.
Nazwa pochodzi od miejsca występowania: Betafo na Madagaskarze.

## Właściwości
Zawiera 15-27% UO
2 i UO
3, do 1,3% ThO
2, od 1 do 6% tlenków metali ziem rzadkich.
Krystalizuje w układach regularnych, tworząc ośmiościenne kryształy.
Kolor : zielony, zielonobrunatny do czarnego.
Ma połysk żywiczny, na powierzchniach przełamu – tłusty.
Twardość: 4-5,5.
Gęstość: od 3,7 do 5 g/cm³.
Rysa: biała, szara, żółtawa.
Nie wykazuje łupliwości, przełam – muszlowy.
Jest kruchy, rozpuszcza się w kwasach. W płomieniu dmuchawki topi się na krawędziach i czernieje. Zazwyczaj tworzy kryształy o pokroju regularnym; ośmiościenne, dwunastościenne, tabliczkowe. Występuje w skupieniach ziarnistych, tworzy naskorupienia.

## Występowanie
Występuje głównie w pegamatytach granitowych i karbonatytach.
Najczęściej współwystępuje z fergusonitem, euksenitem, allanitem, monacytem.
Miejsca występowania: Norwegia, Rosja - Zabajkale, Madagaskar, Kanada – Ontario, USA – Kolorado, Brazylia.

## Zastosowanie
- Uboczne źródło rud pierwiastków promieniotwórczych oraz niobu.